# Euxoa conjuncta
Euxoa conjuncta là một loài bướm đêm trong họ Noctuidae.